# Tell Me What Rockers to Swallow
Tell Me What Rockers to Swallow je hudební DVD vydané americkou indie rockovou skupinou Yeah Yeah Yeahs dne 25. října 2004 prostřednictvím vydavatelství Polydor. Hlavní část DVD tvoří záznam koncertu kapely, který se konal 17. března 2004 v The Fillmore v San Franciscu. DVD dále obsahuje bonusové skladby nahrané během koncertu z předešlého dne. Režisérem a producentem DVD se stal Lance Bangs.

## Seznam skladeb
1. "Y-Control"
2. "Black Tongue"
3. "Rockers to Swallow"
4. "Down Boy"
5. "Cold Light"
6. "Machine"
7. "Modern Things"
8. "Cheated Hearts"
9. "Mystery Girl"
10. "Maps"
11. "Date with the Night"
12. "Miles Away"
13. "Poor Song"
14. "Our Time"
15. "Art Star"
16. "Modern Romance"

Bonusové skladby
1. "10x10"
2. "Rich"
3. "Black Tongue"
4. "Sealings"
5. "Miles Away"
6. "Tick"

Součástí DVD jsou dále záběry za scénou dokumentující předešlé turné po Japonsku, interview s kapelou, veškeré hudební videoklipy, které do té doby kapela natočila a záznam vystoupení z předávání cen MTV Movie Awards, kde vystupovali se skladbou "Maps".
Spike Jonze je jedním z kameramanů, kteří natáčeli koncert a zároveň se objevuje i v interview, spolu s režisérem Lancem Bangsem.